# Автостопом по галактике (фильм)
«Автосто́пом по гала́ктике» (англ. The Hitchhiker’s Guide to the Galaxy) — фантастический комедийный фильм, основанный на одноимённом романе Дугласа Адамса. Съёмки были закончены в августе 2004 года и фильм был выпущен 28 апреля 2005 года в Великобритании, Австралии и Новой Зеландии, а на следующий день и в США. Фильм демонстрировался в кинотеатрах по всему миру с мая по сентябрь.
Сценарий начал писать Дуглас Адамс, а закончили Гарт Дженнингс и Кэри Киркпатрик после смерти Адамса в 2001 году.

## Сюжет
У главного героя фильма, землянина Артура Дента, выдался непростой четверг. Уютный дом на окраине города, в котором он прожил три года, прямо сейчас подлежит сносу, потому что на этом месте должно пройти скоростное шоссе, о чём его якобы давно предупреждали. Его лучший друг Форд Префект оказывается вовсе не безработным актёром, а инопланетянином, прибывшим на Землю для того, чтобы написать о ней статью в «Путеводитель для путешествующих автостопом по галактике», и застрявшим здесь на 15 лет.
В тот же четверг этот же сюжет повторяется со всей планетой: Землю уничтожают представители инопланетной расы вогонов, чтобы проложить скоростное гиперпространственное шоссе в космосе, о чём землян заранее предупреждали объявлением на Альфа Центавра.
Спасшиеся во время уничтожения планеты Артур и Форд попадают на корабль вогонов, которые очень не любят непрошеных пассажиров, поэтому сначала пытают их своей поэзией, а потом попросту вышвыривают их в открытый космос. Их подбирает космический корабль на невероятностной тяге («Золотое сердце»), на котором находятся двухголовый Президент галактики Зафод Библброкс, Триша МакМиллан (Триллиан) — девушка с Земли, с которой Артур ранее познакомился на вечеринке, а также Марвин, маниакально-депрессивный робот. Зафод, желая ещё большей славы, ищет легендарную планету Магратею, чтобы узнать там Главный вопрос жизни, Вселенной и всего остального (ответ на него — 42 — был получен могущественным компьютером Думателем). Для этого он и похитил этот корабль, а заодно сам себя.
Этот корабль позволяет миновать гиперпространство, но при этом неизвестно, куда и в каком виде забросит. Поэтому Зафод хочет, надеясь на свою удачу, найти нужную планету методом тыка. Но корабль в очередной раз попадает не туда, а на планету Витриоль 6, где живёт бывший конкурент Зафода за президентское кресло — Хумма Кавула, религиозный пастор джатравартид. У него президент обменивает координаты Магратеи на обещание достать уникальный прибор — «вдушувлазер». В качестве залога Зафод оставляет одну из своих голов. Триллиан на этой планете арестовывают как похитителя президента и отправляют на Вогсферу, чтобы казнить. Друзья следуют за ней и едва успевают спасти.
Попавшие вместе с Триллиан на корабль мыши оказываются проекциями сверхразумных существ, создавших Думатель. Они направляют корабль на Магратею, но та оказывается закрытой для посетителей. Система магратейской безопасности атакует «Золотое сердце», но благодаря невероятностной тяге боеголовки превращаются в горшок с петунией и очень удивлённого кашалота, и корабль благополучно приземляется. Зафод находит ворота, ведущие к Думателю, и отправляется к нему вместе с Тришей и Фордом. Артур остаётся с Марвином, потому что не доверяет интуиции Зафода, и знакомится со Слартибартфастом — одним из проектировщиков и строителей планет. Слартибартфаст показывает Артуру сборочный цех, где создаётся вторая версия Земли (точная копия). Остальные узнают у Думателя, что для нахождения Главного вопроса был создан более сложный компьютер — планета Земля, уничтоженная вогонами за пять минут до завершения программы. Потом Зафод, Триллиан и Форд находят вдушувлазер, сконструированный Думателем — оружие, с помощью которого можно передавать другим своё состояние.
Артур, войдя в свой дом на новой Земле, встречает своих друзей и мышей. Мыши хотят вырезать у него мозг, чтобы завершить программу Земли и наконец найти Главный вопрос, но Артур расправляется с ними. Друзья выбегают из дома и встречают новую угрозу — армию вогонов во главе с вице-президентом галактики Квестулар Ронгток. Пытаясь «спасти» Зафода от «похитителей», пришельцы открывают огонь. Марвин стреляет по вогонам из вдушувлазера, передаёт им своё подавленное состояние и выводит их из строя.
Несмотря на то, что мыши, заказчики Земли, погибли, магратейцы завершают новую версию планеты и запускают её. Артур решает, что без него Земля может обойтись, и вместе с командой «Золотого сердца» отправляется в новое путешествие — в ресторанчик у конца Вселенной.

## В ролях
- Мартин Фримен — Артур Филип Дент
- Mos Def — Форд Префект
- Сэм Рокуэлл — Зафод Библброкс
- Зоуи Дешанель — Триша Макмиллан
- Билл Найи — Слартибарфаст
- Уорик Дэвис — Марвин
- Алан Рикман — голос Марвина

Главные герои фильма. Слева направо: Артур Филип Дент, Зафод Библброкс, Форд Префект, Триша Макмиллан.

- Джон Малкович — Хумма Кавула. Персонаж в романе отсутствует, роль была специально придумана Адамсом для Джона Малковича.
- Анна Чанселлор — Квестулар Ронток, вице-президент галактики, неравнодушная к президенту Зафоду Библброксу. Персонаж в романе отсутствует.
- Стивен Фрай — Путеводитель по галактике для путешествующих автостопом (голос)
- Джек Стенли — Ланквилл
- Доминик Джексон — Фук
- Стив Пембертон — мистер Проссер
- Элби Вудингтон — Бармен
- Джейсон Шварцман — Гэг Полгном (в титрах не указан)
- Саймон Джонс — «Магратейская видеозапись»
- Марк Лонгхаст — водитель бульдозера
- Сью Эллиот — посетитель паба
- Терри Бэмбер — техник
- Келли Макдональд — репортёр
- Хелен Миррен — Думатель (голос)
- Билл Бейли — Кашалот (голос)
- Томас Леннон — Эдди, бортовой компьютер (голос)
- Иэн Макнис — Kwaltz (голос)
- Ричард Гриффитс — Простатник Джельц (голос)
- Марк Гатисс — один из вогонов (голос)
- Рис Ширсмит — один из вогонов (голос)
- Стив Пембертон — один из вогонов (голос)
- Гарт Дженнингс — Мышь Фрэнки (голос, в титрах не указан)
- Зои Кубейси — Мышь Бэнджи (голос)
- Эдгар Райт — Глубокомыслящий техник

## Саундтрек

Передняя обложка буклета, вложенного в саундтрек

CD с саундтреком был выпущен 26 апреля 2005 года Hollywood Records, подразделением The Walt Disney Company. CD содержал те же 33 трека, что и предыдущий релиз iTunes Music Store. Вложенный буклет содержал благодарности от Джоби Тэлбота и заметки о создании песни «So Long and Thanks for All the Fish», написанные Гартом Дженнингсом.
Для записи трека «So Long & Thanks for All the Fish» Тэлбот пригласил своего бывшего коллегу по группе «The Divine Comedy» Нила Хэннона. Трек «Humma’s Hymn» на саундтреке был исполнен в церкви святого Михаэля в Хайгейте, Лондон участниками местного церковного хора, состоящего из прихожан, а также желающих из публики. Все желающие могли поприсутствовать при записи. Приглашение было опубликовано в Интернете, включая сообщение в Usenet-группе alt.fan.douglas-adams.

## Производство
В интервью для сайта Slashdot один из исполнительных продюсеров фильма Робби Стамп рассказал, что во время кастинга сложнее всего было подобрать «голос за кадром», и после долгих поисков продюсеры вернулись к выбору самого Дугласа Адамса — актёру Стивену Фраю.
По словам Стэмпа, персонаж Хумма Кавула был придуман самим Адамсом специально для фильма.

## Прокат
Фильм заработал 21 103 203 доллара в США в первый уик-энд, заняв по сборам первое место, и оставался в первой десятке в течение четырёх недель с момента выхода.
Общие сборы от проката по всему миру составили 104 478 416 долларов.

## Награды
Фильм был номинирован на семь различных премий, и выиграл одну из них — Golden Trailer Award в категории «Самый оригинальный». Он был номинирован на Artios award от Американского общества кастинга в категории «Best Featured Film Casting-Comedy» в 2005; Empire Awards в категориях «Лучший британский фильм» и «Лучшая комедия» в 2006; Golden Trailer Awards в категории «Best Voice Over»; и Teen Choice Awards в категории «Выбранный фильм: боевик/приключения» и «Выбранный рэп-артист в фильме» (Мос Деф).

## Критика
На сайте-агрегаторе Rotten Tomatoes фильм имеет рейтинг 60% на основе 199 рецензий со средней оценкой 6.1 из 10. Критический консенсус вебсайта гласит: «Замечательная и местами забавная экранизация романа Дугласа Адамса. Тем не менее, у тех, кто не знаком с исходным материалом, может возникнуть недоумение». На Metacritic картина имеет 63 балла из 100 на основе 37 рецензий, что соответствует статусу «В основном положительные отзывы».

## Продолжение
Хотя участники съёмок согласились на съёмки в потенциальном продолжении, скромные кассовые сборы, особенно в США, сделали всякие перспективы съёмок сиквела очень сомнительными. Гарт Дженнингс прокомментировал в мае 2006: «Не будет продолжения. Мы были все согласны, но это не принесло достаточно денег». Позже, в одном из интервью, Дженнингс в шутку добавил: «Это может приносить копейки — я всё ещё мог бы согласиться сделать это!».